# Закон на Хъбъл
Вижте пояснителната страница за други значения на Хъбъл.
Законът на Хъбъл е емпирично установена пропорционална връзка между скоростта на отдалечаване на галактиките и разстоянието им до нас. Той е формулиран през 1929 г. от Едуин Хъбъл, който установил червено отместване в спектрите на наблюдаемите галактики. Според него това червено отместване е Доплеров ефект и той прави извода, че всички галактики се отдалечават. Това разбиране се счита за факт и той е ключов в теорията за големия взрив.
Законът на Хъбъл се изразява с формулата:
{\displaystyle v=H_{0}\times d},
където v е радиалната скорост (в km/s) (измерена чрез червеното отместване), d е разстоянието до галактиката (в Mpc), а H0 е константата на Хъбъл (в (km/s)/Mpc). Константата на Хъбъл, получена от измерване през 2003 г. с помощта на спътника WMAP, има стойност 71±4 (km/s)/Mpc. По-точните оценки, получени в следващите десетилетия показват, че разликите на стойностите, получавани с различни методи са статистически значими, което е указание за съществен физически проблем в по-детайлното ѝ обясняване.
Реципрочната стойност на константата на Хъбъл задава началния момент, в който започва радиалното разбягване на галактиките и в рамките на теорията се приема за възрастта на наблюдаемата вселена.
Специалната теория на относителността поставя скоростта на светлината с за горна граница на физическите скорости, а изчислените по закона на Хъбъл стойности при d > 4.2Gpc (гигапарсека) надхвърлят това число, но в случая противоречие няма. Обяснението е, че те са резултат от разширяване на самото пространство, а не движение. Разстоянието
{\displaystyle d_{0}={\frac {c}{H_{0}}}},
се нарича хоризонт на Хъбъл и фактически задава границата, отвъд която разбягващите се галактики стават ненаблюдаеми.
1. 1 2  Грибин Дж., Раждането на времето, София: ЖАР, 2002, ISBN 954-480-020-4
2. ↑  Poulin, Vivian и др. Early Dark Energy can Resolve the Hubble Tension //  Physical Review Letters 122 (22).   2019-06-04. DOI:10.1103/PhysRevLett.122.221301. с. 221301.
3. ↑  Mann, Adam. One Number Shows Something Is Fundamentally Wrong with Our Conception of the Universe - This fight has universal implications //  Live Science.   26 August 2019. Посетен на 6 August 2020.
4. ↑  Lineweaver, Charles; Tamara M. Davis, Misconceptions about the Big Bang, Scientific American, (2005). Посетен на 26 декември 2014.